# Osvaldo Mariño
Osvaldo Mariño Fernández (Montevideo, 19 luglio 1923 – Montevideo, 20 settembre 2007) è stato un pallanuotista uruguaiano che ha partecipato alle Olimpiadi estive del 1948.